# Slag bij Freetown

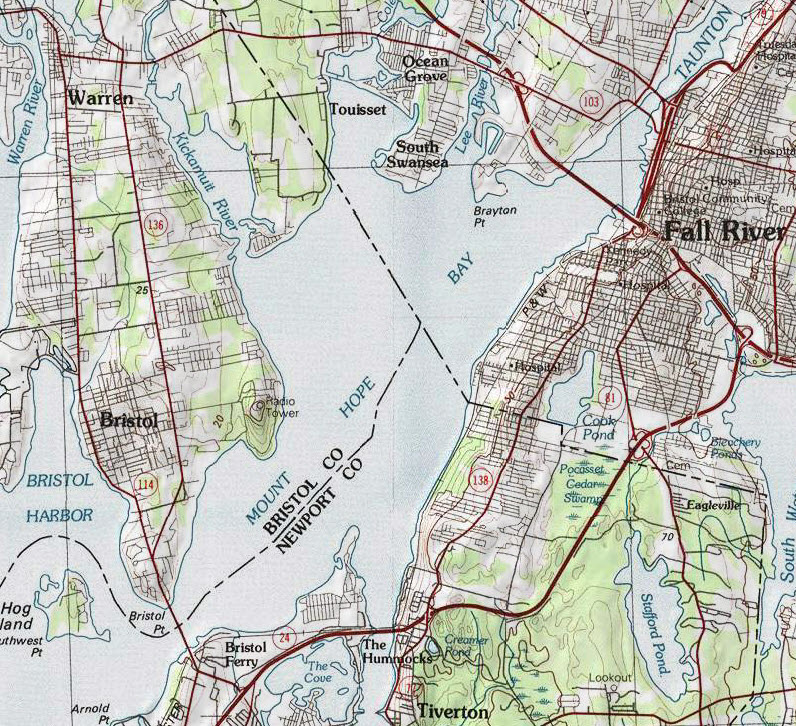
Kaart

De Slag bij Freetown was een schermutseling tussen de Amerikaanse kolonisten en een Brits oorlogsschip tijdens de Amerikaanse Onafhankelijkheidsoorlog. De gebeurtenissen vonden plaats op 25 mei, 1778, in het deel van Freetown dat later Fall River werd.
Alhoewel Freetown bekendstond als een tory-vesting, raakten toch meer en meer stedelingen betrokken bij de afscheidingsbeweging van 1776. Op 25 mei 1778 zeilde een Brits oorlogsschip de Taunton op naar Freetown. Het werd opgemerkt door een schildwacht en het schip werd onder vuur genomen door een aantal plaatselijke milities, waarop geantwoord werd met kanonvuur. Een aantal soldaten ontscheepte om de toenemende antiroyalistische steden in het zuidoosten van Massachusetts te gaan belegeren. Deze soldaten brandden een woonhuis, een graan- en een zaagmolen af en werden nadien onder vuur genomen door de plaatselijke milities van Freetown, die de rivier in het oog hielden en verwittigd waren door een schildwacht. De Britse soldaten namen vervolgens een plaatselijk bewoner gevangen, brandden zijn eigendommen af en keerden terug naar hun schip. De gevangene werd na enkele dagen vrijgelaten en de Britten trokken zich terug uit Freetown. De milities van Freetown werden geholpen door andere milities van kolonisten uit Tiverton. De Britten verloren bij deze schermutseling twee manschappen, terwijl de kolonisten geen verliezen leden.